# Hapsifera glebata
Hapsifera glebata är en fjärilsart som beskrevs av Edward Meyrick 1908. Hapsifera glebata ingår i släktet Hapsifera och familjen äkta malar. Inga underarter finns listade i Catalogue of Life.